# 闻邦椿
闻邦椿（1930年9月—），男，原籍浙江温岭，生于浙江杭州，中国工程机械专家。

## 生平
1955年毕业于东北大学机电系，1957年毕业于该院机械系研究生班。东北大学教授。1991年当选为中国科学院学部委员（院士）。